# Pascal Barollier
Pascal Barollier, né en 1965 à Metz, est un diplomate français également romancier, scénariste et ancien journaliste.

## Biographie
Après des études à l’Institut d'études politiques de Strasbourg, où il a collaboré aux quotidien Les Dernières Nouvelles d’Alsace et Le Républicain lorrain, il a suivi les cours de Master’s Degree de l’école de journalisme de l'université de l'Indiana à Bloomington (États-Unis). Il entre à l'Agence France-Presse en 1987. 
En 1988, au cours d'un reportage en Roumanie il est arrêté à Cluj après avoir tenté, avec un autre journaliste de l'AFP, de rencontrer la dissidente Doina Cornea. Retenus par la securitate ils sont ensuite expulsés vers la Hongrie. En décembre 1989 au début du soulèvement contre Nicolae Ceaucescu, Pascal Barollier retourne en Roumanie pour l'AFP. Il est l'un des premiers journalistes occidentaux à entrer dans Timosoara le jour de Noël 1989 à bord d'un convoi humanitaire de l'association EquiLibre dont les semi-remorques sont ainsi parmi les premiers à pénétrer dans Timisoara en provenance de la frontière avec ce qui est encore à l'époque la Yougoslavie (aujourd'hui la Serbie) d'où il alerte la communauté internationale sur l'absence de massacres contrairement à la propagande relayée par les médias roumains.
En poste à Washington pour l'AFP à partir de janvier 1991, il couvre l'opération Bouclier du Desert, offensive de 42 jours au Koweit d'une coalition menée par les Etats-Unis avec l’aval du Conseil de sécurité de l’ONU pour chasser les forces irakiennes. 
De 1993 à 1995 il est envoyé spécial à Sarajevo et dans tous les territoires de l'ex-Yougoslavie. En 1993, alors qu’il est à Sarajevo pour l’Agence France-Presse, il signe avec Xavier Gautier, aujourd'hui décédé en 1996, alors grand reporter au quotidien Le Figaro, son premier ouvrage Main basse sur Sarajevo: La guerre secrète pour reconstruire la Bosnie, récit qui relate les luttes de pouvoir entre pays occidentaux, sous couvert de mission de maintien de la paix de l'ONU, pour se partager les marchés économiques de Bosnie.
Son premier roman, Virus de guerre est publié en 1995 par Flammarion. Situé à Cuba sous le régime castriste, il traite de manipulation génétique de virus dans le but de les transformer en armes secrètes.
En 1996, son deuxième roman arrive en librairie, sous le titre Pokker. Récit d’une arnaque sur les marchés financiers, il mettait en scène des personnages troubles de l’ex-Yougoslavie. Le roman est largement inspiré de personnages et situations rencontrées alors qu'il est grand reporter à Sarajevo et dans d'autres régions de l'ex-Yougoslavie pour l'AFP.
1997 voit la publication de L’Œil noir, sous le pseudonyme Charles Forman. Situé à Hong Kong durant l’année de restitution des territoires sous mandat britannique à la Chine, ce roman faisait s’affronter milieux industriels et politiques. Il relate une vaste opération militaire montée par la Chine sous couvert d'investissement dans les technologies satellitaires et de télécommunications.
En 1998, il débute avec le réalisateur Jacob Berger l’écriture du scénario de Aime ton père. Le film réalisé en 2001-2002 traitait de la relation père surpuissant / fils meurtri, avec Gérard Depardieu dans le rôle de l'écrivain prix Nobel Léo Shepherd, Guillaume Depardieu dans le rôle du fils rejeté qui kidnappe son père quelques heures avant que son prix lui soit remis, Sylvie Testud dans le rôle de la fille préférée, entièrement dévouée à la carrière de son père, et Julien Boisselier. Aime ton père était présenté en compétition au Festival de Locarno en 2002 et représentait la Suisse aux Oscars 2003. Il collabore à l'écriture ou à la réécriture de plusieurs autres films donc Ginostra de Manuel Pradal avec Harvey Keitel.
Membre de l'équipe qui lance la radio d'information en continu France Info en 1988 (il y tient la chroniques économique Les Affaires), correspondant aux États-Unis pour l'AFP à deux reprises et jusqu’en 2006, il est l’auteur de nombreux reportages sur la vie quotidienne américaine, la politique ou l’économie. Il est aussi cofondateur en 1998 du magazine et du site Transfert et collaborateur de l’hebdomadaire L’Européen dirigé par Christine Ockrent où il réalise une chronique des grands crimes européens pendant toute la durée du magazine aujourd'hui disparu.
À partir de 2006 il quitte les médias pour diriger la communication scientifique de Sanofi Pasteur. Il gère notamment la communication de crise du groupe Sanofi en 2009 durant la pandémie H1N1. 
En 2013, il devient diplomate, directeur général de Gavi, institution internationale basée à Genève. Il y est chargé des affaires publiques, de la communication et de la technologie.  Gavi, l'Alliance du vaccin, est une organisation chargée de financer les programmes de vaccination dans les pays les plus pauvres. Gavi est une alliance qui regroupe de nombreux partenaires dont l'Unicef, l'OMS, la Banque mondiale et les pays en développement. Après avoir joué un rôle clé dans le financement et la mise à disposition du vaccin contre Ebola, Gavi est aujourd'hui administrateur du dispositif international COVAX créé pour financer le développement et la mise à disposition de vaccins contre la pandémie de COVID-19. 